# 第2カルマ橋
第2カルマ橋（だい2かるまばし）または新カルマ橋（しんカルマばし）は、ウガンダへの建設が予定されている橋。1963年に建てられた現在の橋を置き換える予定。

## 位置
橋はカルマフォールズの白ナイル川、旧橋のすぐ西（下流）、ウガンダの首都カンパラの北、道路で約260キロメートルの場所に建てられる。カンパラ - グル・ハイウェイの上、北部地域の最大都市グルから車で南に約76キロメートルの場所で、座標は02°14'35.0"N, 32°14'22.0"E (2.243056,32.239444)。

## 歴史
旧橋はウガンダが英国から独立した翌年の1963年に建てられたが、狭く、1車線で歩道・自転車道も監視装置もなかったため、大事故が数回起きていた。
本橋はウガンダ東部地域の新ジンジャ橋を模倣した斜張橋で、二輪車道も作られる。現実性についての研究と技術デザインがまとめられ、国際協力機構(JICA)が関心を示しているが、投資の意思は示されていない。

## 建設
着工は政府による頭金の支払と共同開発者の投資が条件となっている。2020年10月、ニュービジョンは、日本がJICAを通じ建設への投資の可否を評価していると報じた。2017年、NBSテレビは、推定建設費が100万ドルを超すと報じた。

## 注
1. 1 2 3  Musisi, Frederic (2018年10月4日). “Japan wants to fund Karuma bridge”. 2018年10月4日閲覧。
2. 1 2  Oleny, Solomon (2013年2月12日). “The jinx and mysteries of Karuma Bridge”. 2018年10月4日閲覧。
3. ↑  Globefeed.com (2018年10月4日). “Distance between Post Office Building, Kampala Road, Kampala, Uganda and Karuma Falls Viewpoint, Bobi–Masindi Road, Karuma Village, Uganda”.   Globefeed.com. 2018年10月4日閲覧。
4. ↑  Globefeed.com (2018年10月4日). “Distance between Gulu, Uganda and Karuma Falls Viewpoint, Bobi–Masindi Road, Karuma Village, Uganda”.   Globefeed.com. 2018年10月4日閲覧。
5. ↑  Google Maps – Location of New Karuma Bridge, Uganda (Map). Cartography by Google, Inc. Google, Inc.
6. ↑  Kazibwe, Kenneth (2017年7月10日). “Karuma Bridge: Search for Drowned Bodies, Truck Still On”.  Kampala:  Chimp Reports Uganda. 2018年10月5日閲覧。
7. ↑  Hudson Apunyo, and Saidi Engola (2018年7月30日). “Traffic at Karuma Bridge blocked for hours”. 2018年10月5日閲覧。
8. ↑  Ocungi, Julius (2018年7月30日). “Truck blocks traffic at busy Karuma Bridge”. 2018年10月5日閲覧。
9. ↑  Ventures Africa（AllAfrica.comの引用） (2018年10月5日). “Japan May Finance The Construction of Uganda's Karuma Bridge”.   Ventures Africa. 2018年10月5日閲覧。
10. ↑  Eddie Ssejjoba (2020年10月15日). “Japan to fund construction of Kibuye–Busega Expressway”. 2020年10月27日閲覧。
11. ↑  Nabaasa, Innocent (2017年7月25日). “UNRA to Construct Karuma Bridge” (Video).  Kampala:  NBS Television Uganda via Youtube.com. 2018年10月5日閲覧。